# 14 octobre 1994
Le vendredi 14 octobre 1994 est le 287e jour de l'année 1994.

## Naissances
- Godsway Donyoh, footballeur suédois
- Jared Goff, joueur américain de football américain
- Jordan Pothain, nageur français
- Mohamed Saidi, joueur de football marocain
- Sönke Rothenberger, cavalier allemand
- Wallace Fortuna dos Santos, joueur de football brésilien

## Décès
- Egon von Vietinghoff (né le 6 février 1903), peintre et philosophe suisse
- Gioconda de Vito (née le 26 juillet 1907), violoniste italio-britannique
- Nachson Wachsman (né le 3 avril 1975), soldat de Tsahal
- Neil Kennedy-Cochran-Patrick (né le 5 mai 1926), skipper britannique
- Petar Šegedin (né le 14 septembre 1926), athlète yougoslave
- Pierre Geoffroy (né le 5 septembre 1939), journaliste sportif et entraîneur de football
- Yves Gibeau (né le 3 janvier 1916), écrivain français

## Événements
- Découverte des astéroïdes (100266) Sadamisaki, (100267) JAXA, (26887) Tokyogiants, (6879) Hyogo, (73782) Yanagida et (7786) 1994 TB15
- Diffusion du double épisode Duane Barry de la série télévisée X-Files : Aux frontières du réel
- Sortie du film Forrest Gump
- Sortie du film Les 3 ninjas contre-attaquent